# Ерейментауски район
Ерейментауски район (на казахски: Ерейментау ауданы) е съставна част на Акмолинска област, Казахстан, с обща площ 17 830 км2 и население от 26 092 души (по приблизителна оценка към 1 януари 2020 г.).
Административен център е град Ерейментау.